# Afonso Reis Cabral
Afonso Reis Cabral (Lisboa, 31 de março de 1990) é um escritor e editor português. 

## Biografia
Filho de Afonso Maria Eça de Queiroz Cabral (1949) e de Teresa Reis Cabral. O pai é filho de José Rebelo Valente Pereira Cabral e de Emília Maria de Castro de Eça de Queiroz [filha de José Maria de Eça de Queiroz (1888-1928), filho do escritor Eça de Queiroz]. Afonso Reis Cabral nasceu por acaso em Lisboa, mas viveu a infância e a juventude no Porto, onde os seus pais residiam.
Começou a escrever poesia aos 9 anos, tendo publicado o seu primeiro livro de poesia aos 15 anos, Condensação.
Fez os seus estudos no Porto, primeiro no Colégio Cedros e depois na Escola Secundária Rodrigues de Freitas. Formou-se em Estudos Portugueses e Lusófonos pela Universidade Nova de Lisboa, onde obteve igualmente o mestrado em Estudos Portugueses. Até 2017 foi revisor e editor em várias editoras, sendo o último na Editorial Presença.
Em 2005 publicou o livro de poesia Condensação que reúne poemas que escreveu entre os nove e os quinze anos.
No ano de 2014 venceu o prémio LeYa, no valor de cem mil euros, com o romance inédito O Meu Irmão. Em setembro de 2018 foi publicado o seu segundo romance, Pão de Açúcar, sobre o Caso Gisberta. 
Em setembro de 2019 publicou o livro Leva-me Contigo sobre uma viagem a pé pela Estrada Nacional 2 que foi descrevendo nas redes sociais. Em outubro de 2019 foi anunciado que venceu o Prémio Literário José Saramago de 2019, no valor de vinte cinco mil euros, com o livro Pão de Açúcar.

#### Presidente da Fundação Eça de Queiroz
Desde 15 de Março de 2022 que é presidente da Fundação Eça de Queiroz, cargo anteriormente exercido pelo seu pai, Afonso Eça de Queiroz Cabral.

## Obras publicadas
Escreve à mão, num caderno, e só depois passa tudo para computador.
| Ano de publicação | Nome da obra publicada | Referências |
| ----------------- | ---------------------- | ----------- |
| 2005              | Condensação            | [ 8 ]       |
| 2014              | O Meu Irmão            | [ 9 ]       |
| 2018              | Pão de Açúcar          |             |
| 2019              | Leva-me Contigo        |             |